# Trichopeltula hedycaryae
Trichopeltula hedycaryae är en svampart som beskrevs av Theiss. 1914. Trichopeltula hedycaryae ingår i släktet Trichopeltula och familjen Microthyriaceae.   Inga underarter finns listade i Catalogue of Life.